# Frederik af Slesvig-Holsten-Sønderborg-Nordborg
Frederik, hertug af Slesvig-Holsten-Sønderborg-Nordborg (tysk: Friedrich; født 26. november 1581, død 22. juli 1658) var en af de mange afdelte sønderborgske hertuger. Han var hertug af Slesvig-Holsten-Sønderborg-Nordborg fra 1624 til 1658.
Han var søn af Hertug Hans den Yngre af Slesvig-Holsten-Sønderborg. Ved arvedelingen efter faderens død i 1622 blev han i første omgang forbigået, men i 1624 arvede han området omkring Nordborg på Als efter sin ugifte bror Hans Adolf. Han blev efterfulgt som hertug af sin ældste søn, Hans Bugislav.

## Biografi
Frederik blev født den 26. november 1581 i Sønderborg som det ellevte barn og sjette søn af hertug Hans den Yngre af Sønderborg i hans første ægteskab med Elisabeth af Braunschweig-Grubenhagen. Ved faderens testamente fik han (1622) et årligt deputat af 5000 Rdl., medens hans 5 brødre fik hver sit fyrstendømme. Da det imidlertid ligeledes var bestemt, at han skulle arve den af brødrene, som først måtte afgå ved døden uden livsarvinger, opnåede han alt 21. februar 1624 ved broderen Hans Adolfs død besiddelsen af Nordborg med Nørre Herred på Als og Ballegård i Sundeved; han nødtes dog til at afstå Rumohrsgaard til Alexander af Sønderborg. 1633 arvede han efter broderen Christian på Ærø gården Gråsten, som han atter kort efter solgte til Philip af Glücksborg. I øvrigt gik det ham som broderen og hans sønner på Sønderborg: det lille fyrstendømme kunne ikke bære udgifterne ved hofholdningen, der blev gjort gæld, og de stadig voksende kontributioner, hvis retmæssighed hertugerne ikke ville anerkende, henstod ubetalte. Således forberedtes lenets tab få år efter hans død, der indtraf den 22. juli 1658 i Nordborg. Han havde kort i forvejen oplevet øens erobring af de svenske og Nordborgs indtagelse og besættelse. Han blev begravet i Egen Kirke.

## Ægteskaber og børn
Frederik var to gange gift: Han giftede sig første gang den 1. august 1627 med Juliane af Sachsen-Lauenburg (død 1630). De fik et barn:
- Hans Bugislav (1629–1679), hertug af Slesvig-Holsten-Sønderborg-Nordborg 1658–1669

Han giftede sig anden gang den 15. februar 1632 i Nordborg med Eleonora af Anhalt-Zerbst, der overlevede sin ægtefælle og beholdt Østerholm som enkesæde (d. 2. november 1681). De fik fem børn:
- Elisabeth Juliane (1633–1704)

∞ 1656 Anton Ulrik, Hertug af Braunschweig-Wolfenbüttel (1633–1714)
- Dorothea Hedvig (1636–1692), abbedisse i Gandersheim 1665–1678

∞ 1678 Christoph von Rantzau (død 1696)
- Christian August (1639–1687), britisk søofficer
- Louise Amöne (1642–1685)

∞ 1665 Johan Frederik 1., Greve af Hohenlohe-Neuenstein-Öhringen (1617–1702)
- Rudolf Frederik (1645–1688)

∞ 1680 Bibiane von Promnitz (1649–1685)

## Eksterne links
- Hans den Yngres efterkommere Arkiveret 24. oktober 2020 hos  Wayback Machine